# Tabanus bromius
Tabanus bromius Linnaeus, 1758 è una specie di tafano, fra le più piccole esistenti in Europa.

## Biologia
Si nutre di sangue che succhia dalle proprie prede, di solito bovini ed equini, ma può parassitare anche l'uomo. L'attività di questa specie di tafano si svolge in pieno giorno, in giornate preferibilmente calde e afose e in assenza di vento. Particolarmente aggressiva durante la piena e tarda estate. La puntura causa grossi pomfi che possono risultare particolarmente dolorosi.

## Distribuzione e habitat
Diffusa in buona parte dell'Europa e in Nordafrica, predilige spazi aperti, come colline o campi scarsamente alberati.